# Gavião-pequeno
O gavião-pequeno (Accipiter minullus) é uma espécie de ave de rapina da família Accipitridae.
Pode ser encontrada nos seguintes países: Angola, Botswana, Burundi, República Democrática do Congo, Eritreia, Etiópia, Quénia, Lesoto, Malawi, Mali, Moçambique, Namíbia, Ruanda, Somália, África do Sul, Sudão, Essuatíni, Tanzânia, Uganda, Zâmbia e Zimbabwe.